# The Overnight
The Overnight (bra: Virando a Noite) é um filme norte-americano de comédia sexual [en] dirigido por Patrick Brice. Lançado em 2015, foi protagonizado por Adam Scott, Taylor Schilling, Jason Schwartzman e Judith Godrèche.